# Amt Rüdersdorf

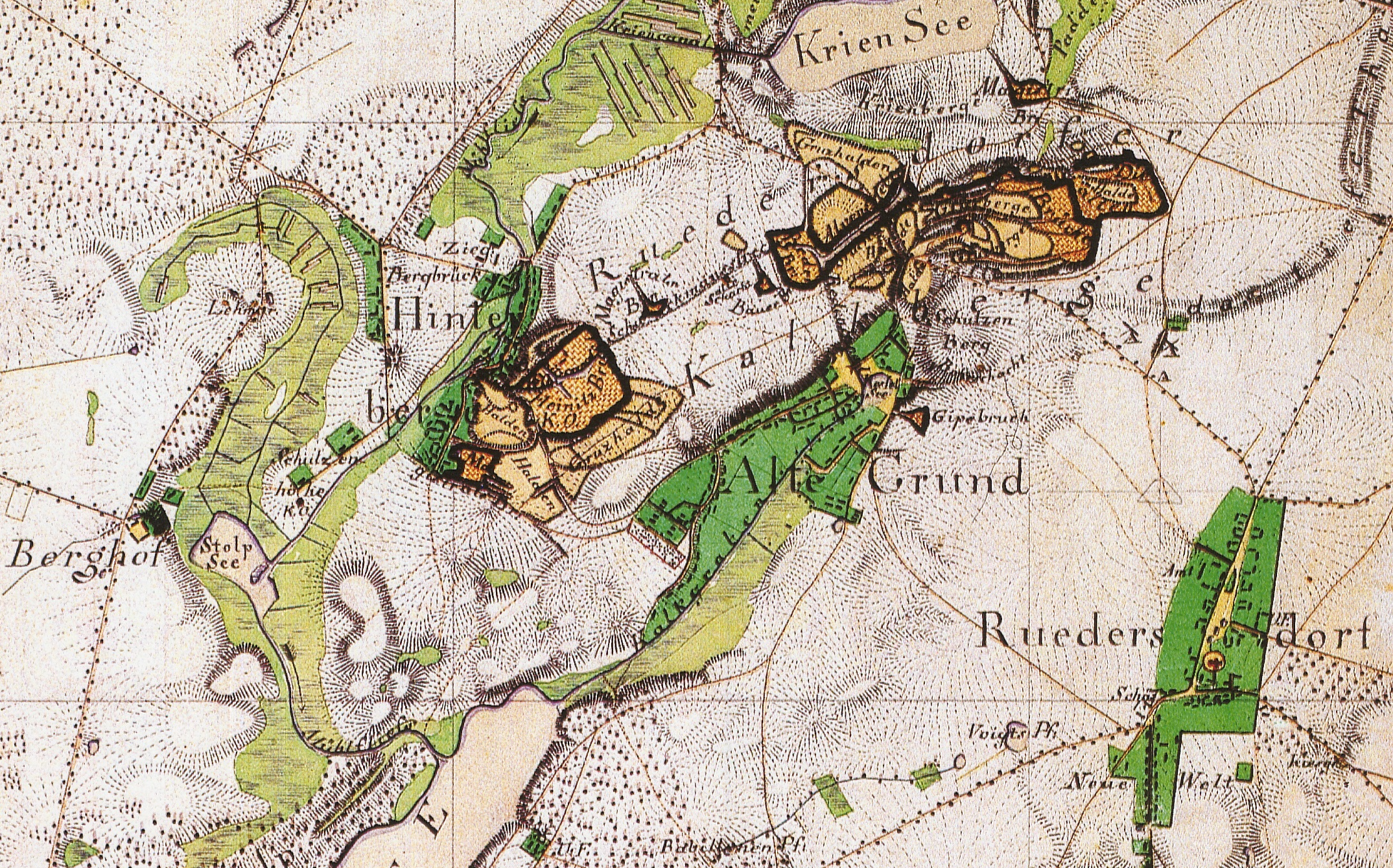
Rüdersdorf bei Berlin auf dem Urmesstischblatt 3548 Rüdersdorf von 1839. Ausschnitt. Das Amt befindet sich in der nördlichen Hälfte des Dorfkerns.

Das Amt Rüdersdorf war ein kurfürstlich-brandenburgisches, später königlich-preußisches Domänenamt mit Sitz in Rüdersdorf bei Berlin im Landkreis Märkisch-Oderland (Brandenburg). Es wurde 1553 aus den Besitzungen des aufgehobenen Klosters Zinna im Barnim gebildet. Von 1837 bis 1857 war es mit dem Amt Alt-Landsberg vereinigt, wurde danach aber wieder selbständig. Mit der Kreisreform von 1872 wurde es aufgelöst, aber erst 1874 waren alle bisherigen Amtsgeschäfte auf andere Institutionen übertragen.

## Geographie
Das Amtsgebiet lag überwiegend und zusammenhängend im südlichsten Zipfel des Oberbarnimschen Kreises der Mark Brandenburg. Eine Exklave war Klosterdorf, welches nördlicher lag. Unmittelbar östlich an das Amtsgebiet anschließend, aber schon östlich der Stöbber und zum Lebusischen Kreis gehörend, lag Kienbaum. Bei der Kreisreform von 1816/17, kam das gesamte Amtsgebiet bis auf die Exklave Klosterdorf zum Kreis Niederbarnim (später Landkreis Niederbarnim genannt) der Provinz Brandenburg. Heute gehört das ehemalige Amtsgebiet fast komplett zum Landkreis Märkisch-Oderland in der heutigen Gemeinde Rüdersdorf und dem Amt Märkische Schweiz. Lediglich der südliche Teil des früheren Amtsgebietes liegt heute im Landkreis Oder-Spree als Teil der Gemeinden Grünheide, Woltersdorf und Erkner.

## Geschichte
Das 1170 gegründete Kloster Zinna südlich von Jüterbog (Lkr. Teltow-Fläming) hatte vermutlich um bzw. nach 1230 einen umfangreichen Gebietsstreifen im Barnim erhalten, ein Gebiet, das zwischen den wettinischen und brandenburgischen Markgrafen sowie dem Erzstift Magdeburg und den schlesischen Piasten umstritten war, vermutlich von den wettinischen Markgrafen als Geschenk erhalten. 1237 bestätigte Bischof Gernand von Brandenburg dem Kloster Zinna die Zehnrechte in diesem Gebietsstreifen. Um 1240 fiel das Gebiet endgültig an die brandenburgischen Markgrafen. 1247 bestätigten die brandenburgischen Markgrafen Johann I. und Otto III. den Besitz des Klosters im Barnim. In der sehr fragmentarischen Urkunde werden auch die Außengrenzen des Besitzkomplexes beschrieben; im Westen die Seenkette des Flaken-, Kalk- und Stienitzsee, im Süden und Osten waren Löcknitz und Stöbber die Grenzen, die Nordgrenze ist unklar. Wahrscheinlich zog sich diese in etwa vom Herrnsee südlich an Garzau vorbei, das 1241 askanischer Grenzort am Klosterbesitz war, nach Osten zur Stöbber. In diesem Gebiet wurden vom Kloster Zinna in der Folge zahlreiche neue Dörfer angelegt. Wertvollster Einzelbesitz in diesem Gebiet waren die Kalksteinbrüche bei Rüdersdorf. Das Kloster Zinna konnte diesen Besitz auch in der darauf folgenden askanischen Zeit weitgehend behaupten, ja konnte sogar noch einige Dörfer außerhalb dieses Gebiets hinzu erwerben, wie Hönow, Klosterdorf und Kienbaum. Vermutlich fiel auch das Heidegebiet zwischen Stöbber und Spree im Süden erst später an das Kloster.
1553 wurde das Kloster aufgehoben. Während die Güter in der direkten Umgebung des Klosters als Amt Zinna beim Erzstift Magdeburg als Teil des Luckenwaldeschen Kreises verblieben, kam der Besitz im Barnim als Domänenamt Rüdersdorf in den Besitz der Brandenburger Kurfürsten. In Rüdersdorf wurde in der Folge ein neuer Amtshof angelegt. Für die Kalksteinbrüche existierte aber im 18. Jahrhundert noch ein eigenes Bergamt, das von 1720 bis 1769 mit dem Domänenamt verbunden war. 1773 wurde jedoch wieder ein eigenes Bergamt eingerichtet. Ab dem 17., besonders aber im 18. Jahrhundert wurden in der Rüdersdorfer Heide auf Weisung der Kurfürsten und späteren preußischen Könige zahlreiche neue Siedlungen gegründet.

## Zugehörige Orte, Vorwerke und Einzelhäuser
Zu Anfang des 19. Jahrhunderts wurde das Amtsgebiet von Bratring (1805), der aber die Zustände von 1801 beschreibt, und dem Ortschafts=Verzeichniß des Regierung=Bezirks Potsdam nach der neuesten Kreiseintheilung vom Jahre 1817 genau beschrieben. Ältere (und wieder verloren gegangene) Besitzungen wurden mit Hilfe des Historischen Ortslexikon ergänzt.
- Altbuchhorst (1801: Alt-Buchhorst, Kolonie). Gemeindeteil der Gemeinde Grünheide (Mark). 1756 wohnten auf dem Buchhorst ein Holzschläger, ein Unterförster und ein Hausmann.[3]
- Alte Grund (1801: Kolonie, 1817: 428 Einwohnern!). Wohnplatz in der Gemeinde Rüdersdorf bei Berlin. 1652 gab es im alten Grund einen Kalkbrennofen und eine Kalkscheuune, die aber im Dreißigjährigen Krieg stark gelitten hatten und teilweise zerstört waren. 1684 errichtete Christian Beerbaum ein Haus im Grunde. 1754 wurden zwei Büdner im Grund angesiedelt. 1764 wurden schließlich 52 Steinbrecherfamilien (nach Schulze wurde 13 Kalkbrecherhäuser errichtet, also wohl Vierfamilienhäuser) hier angesiedelt. Die Siedlung wurde 1817 noch als Kolonie bezeichnet.[4]
- Am Kalksee (1801: Am Kalksee, Ziegelei). Existiert nicht mehr, lag im Bereich des Seebad Rüdersdorf. 1754 lag hier die Ziegelscheune des Zoimmermeisters Lange. Nach 1860 wurde die Ziegelei aufgegeben und das Seebad errichtet.[5]
- Am Priestersee, Haus. In Grünheide (Mark) aufgegangen. 1801 wohnt ein Büdner am Priestersee. 1860 waren es dann drei Häuser, darunter das Schlößchen.[6]
- Bergluch (1801: Kolonie). Wohnplatz der Gemeinde Grünheide (Mark). Schon 1750 stand auf dem Berge Luche ein Büdnerhaus, das damals von zwei Leuten bewohnt wurde. 1791 standen dort bereits 10 Häuser. Der Ort gehörte ursprünglich zum Oberbarnimschen Kreis, ist heute ein.[7]
- Birkenwerder (1801: Birkenwerder, Erbzinsgut). Exakte Lage unklar, heute Spreewerder, Gem. Grünheide (Mark). Um 1800 stand hier ein Erbzinsgut des Amtes Rüdersdorf und zwei Büdnerhäuser. Um 1860 wird nur noch das Gut mit einem Wohn- und einem Wirtschaftsgebäude genannt.[8]
- Erkner (1801: Kolonie und Krug). Stadt Erkner. Um 1700 standen hier bereits 7 Häuser. 1711 wurde eine Poststrecke zwischen Berlin und Frankfurt eingerichtet, die über Erkner führte. 1712 wurde hier eine Posthalterei und ein Krug erbaut. Teile der Alten Poststraße haben sich in der Nähe von Erkner erhalten. 1752 wurde eine Maulbeerplantage angelegt und zwei Kolonistenfamilien angesiedelt.[9]
- Fangschleuse (1801: Kolonie). Gemeindeteil der Gemeinde Grünheide (Mark). Um 1750 wohnten hier zwei Holzschläger. 1801 lebten hier 6 Büdner und 3 Einlieger; es gab hier einen Krug.[10]
- Freienbrink (1801: Freyenbrink, Kolonie). Gemeindeteil der Gemeinde Grünheide (Mark). 1749 wurden drei im Amt Rüdersdorf einquartierten Pfälzer Familien Siedlungsstellen in der Räuberkuthe zugewiesen, die in Zukunft Freienbrink genannt werden sollte. Die Siedlung wuchs nur langsam, 1840 standen hier erst vier Häuser.[11]
- Gottesbrück (1801: Gottesbrücke, Kolonie).  Wohnplatz der Gemeinde Grünheide (Mark). 1742 nutzte der Förster von Rüdersdorf Wiesen u. a. an der Gatzbrücke im Löcknitztal. Außerdem gehörte dazu die Fischerei in der Löcknitz von der Gatzbrücke bis zum Hohen Wall. 1798 standen hier vier Häuser von Büdnern und Hausleuten, 1840 war es schon sechs Häuser.[12]
- Grünheide (Mark) (1801: Grüneheide, Kolonie und Teerofen). Ortsteil der (Groß-)Gemeinde Grünheide (Mark). Schon 1563 stand hier ein Jagdhaus des brandenburgischen Kurfürsten Joachim II., der hier eine Urkunde ausstellte. Vermutlich verfiel es später. 1704 stand hier der Teerofen des Teerbrenners Joachim Vilitz. Er hatte auch ein wenig Land dazu. 1750 saßen hier der Teerbrenner, ein Holzschläger, vier Büdner und drei Mieter. 1764 wurde hier ein Krug gebaut.[13]
- Grünheide (Mark) (1817: Am Werlsee, Haus). In Grünheide (Mark) aufgegangen (Werlseestraße).[13]
- Hennickendorf (1801: Dorf). Ortsteil der Gemeinde Rüdersdorf bei Berlin. Hennickendorf gehörte zum ursprünglichen Besitz des Klosters Zinna. Im Verlauf der Besitzgeschichte hatten auch noch Adlige und andere Institutionen gewisse Rechte, die das Kloster jedoch wieder zurück erwerben konnte. Bei der Aufhebung des Klosters war es im Vollbesitz des Dorfes.[14]
- Herzfelde (1801: Dorf). Ortsteil der Gemeinde Rüdersdorf bei Berlin. Herzfelde gehörte zum ursprünglichen Besitz des Klosters Zinna. Bede und Wagendienste waren aber ursprünglich anderweitig vergeben. Das Kloster konnte sie aber Mitte des 15. Jahrhunderts erwerben, sodass Herzfelde 1553 im Vollbesitz des Klosters war.[15]
- Hinterberge (1801: Hinterste Kalkberge, Kolonie und Kalkofen). Existiert nicht mehr, ist im Kalksteinbruch Rüdersdorf verschwunden. 1773 wohnten hier schon 8 Familien. Die ersten Häuser sollen aber schon 1660 entstanden sein.[16]
- Hönow (1801: Höhnow, Dorf und Vorwerk). Ortsteil der Gemeinde Hoppegarten. Das Dorf war fast im Vollbesitz des Klosters Zinna mit Ausnahme einiger Rechte über Bede und Wagendienste, die den von Arnim in Biesenthal zustanden. Der Klosterbesitz ging 1553 in Amtsbesitz über. 1577 konnte das Amt Rüdersdorf auch die letzten Rechte erwerben und war nun im Vollbesitz des Dorfes. 1656 verschenkte Kurfürst Friedrich Wilhelm Hönow an den Freiherrn Otto von Schwerin (I.), der es seiner Herrschaft Alt-Landsberg einverleibte. Mit dem Erwerb der Herrschaft Alt-Landsberg 1708 durch den brandenburgischen Kurfürsten und König in Preußen Friedrich I. wurde Hönow Amtsdorf des Amtes Alt-Landsberg.[17]
- Hohenbinde (1801: Hoherbinde, Forsthaus und Krug). Wohnplatz der Stadt Erkner. 1745 existiert hier eine Unterförsterei, zu der auch 37 Morgen Dienstland gehörte. Nur wenig später siedelte sich hier auch ein Holzschläger an. 1840 gab es hier drei Häuser, darunter auch einen Krug.[18]
- Hortwinkel (1801: Kolonie). Wohnplatz der Gemeinde Rüdersdorf bei Berlin. Die Kolonie wurde 1784/85 auf Amtsgebiet angelegt. 1801 standen hier schon 16 Büdnerhäuser, dabei auch ein Krug.[19]
- Kaberluch (1801: Kaberluch, Forsthaus). Existiert nicht mehr (Lage etwa hier ). 1798 stand hier bereits ein Forsthaus. Es wurde nach 1860 aufgegeben und nach Altbuchhorst (Altbuchhorster Straße 26) verlegt.[20]
- Kagel (1801: Dorf). Ortsteil der Gemeinde Grünheide (Mark). Das Dorf war schon vor 1375 im Besitz des Klosters Zinna und dürfte zur Schenkung von 1230/47 gehört haben (oder das Dorf wurde danach auf Klostergebiet angelegt).[21]
- Kienbaum (1801: Dorf). Ortsteil der Gemeinde Grünheide (Mark). Das Dorf Kienbaum gehörte (wahrscheinlich) nicht zur ursprünglichen Schenkung von 1230, sondern wurde erst später um 1400 erworben.[22] Neben dem Kloster Zinna bzw. Amt Rüdersdorf hatte auch das Amt Fürstenwalde Einkünfte in Kienbaum. Es gehörte historisch zum Land Lebus.[23]
- Klein Wall (1817: Kleiner Wall, Wassermühle). Wohnplatz im Ortsteil Grünheide (Mark) der (Groß-)Gemeinde Grünheide (Mark). 1662 erhielten der kurfürstliche Bauschreiber Johann Schlund und der kurfürstliche Leibschneider Johann Berends die Erlaubnis des Kurfürsten zur Anlage einer Schneidemühle mit zwei Gänge an der Löcknitz. 1801 wird sie als Wassermahl- und Schneidemühle beschrieben. 1840 standen drei Wohnhäuser am Kleinen Wall.[24]
- Klosterdorf (1801: Closterdorf, Dorf und Amtsvorwerk). Ortsteil der Gemeinde Oberbarnim. Das Dorf gehörte wahrscheinlich nicht zur Schenkung von 1230, sondern wurde etwas später 1241 erworben. Auch hatte das Kloster nicht die ursprünglich landesherrlichen Rechte wie Bede und Wagendienste. 1375 war diese in bürgerlichen Besitz gekommen. Erst 1455 konnte das Kloster auch diese Rechte erwerben. Das Dorf war wohl um die Mitte des 14. Jahrhunderts wüst gefallen. 1375 war das Dorf unbewohnt, jedoch wurden alle 70 Hufen bewirtschaftet. Auch 1412 und 1455 war das Dorf unbewohnt. Es wurde aber vor 1471 wieder besiedelt. Für dieses Jahr sind Schulze, Krüger, 6 Bauern und 7 Kossäten genannt.[25] Das Domänenvorwerk wurde 1829 an Lieutenant v. Bredow verkauft. Ihm wurde zugleich die Polizeiverwaltung über das Dorf Kienbaum und Vorwerk Kienbaum sowie auf deren Feldmarken übertragen.[26]
- Lichtenow (1801: Lichtenow, Dorf). Ortsteil der Gemeinde Rüdersdorf bei Berlin. Das Dorf gehörte ursprünglich zur Schenkung von 1230/1247. Allerdings kamen nach 1320/23 einzelne Rechte an das Benediktinerinnenkloster Spandau, das 1375, 1450 und 1480 im Vollbesitz des Dorfes war. 1485 und 1507 wurde es vom Kloster Zinna zurückgekauft, sodass es 1553 wieder im Vollbesitz des Dorfes war.[27]
- Liebenberg (1801: Krug und Liebenbergsche Wassermühle). Wohnplatz im Ortsteil Kienbaum der Gemeinde Grünheide (Mark). Die Zuständigkeiten waren kompliziert, die auf dem westlichen Ufer der Löcknitz gelegene Wassermühle gehörte 1801 zum Amt Rüdersdorf, während der Zollkrug zum Amt Fürstenwalde gehörte. Nach der Kreisreform von 1816/1817 gehörte auch der Krug zum Amt Rüdersdorf.[2] Anfang des 19. Jahrhunderts entstand eine neue Mühle direkt am Ausfluss des Verbindungsgrabens vom Liebenberger See zur Löcknitz. Liebenberg war in der ersten Hälfte des 13. Jahrhunderts ein oppidum (Städtchen), das auf einer Talsandinsel nördlich des heutigen Wohnplatzes, etwa in der Ecke nördlich des Lichtenower Mühlenfließ und östlich des Liebenberger Sees lag. 1247 soll es zerstört und nicht wieder aufgebaut worden sein. 1375 wird nur noch die Mühle und der Zoll genannt. Seit 1354 waren Krug und Zoll im Besitz des Lebuser Bischofs. Die Mühle war dagegen Zinnaer Besitz.[28]
- Mönchwinkel (Alt Münchewinkel, Vorwerk und Kolonie). Ortsteil Mönchwinkel der Gemeinde Grünheide (Mark). 1704 wohnte hier der Teerbrenner Christoph Lehmann. 1749 wurden zwei Kolonistenfamilien angesiedelt, ein Holzschläger und ein Büdner. 1840 standen hier schon 190 Wohnhäuser.[29]
- Neu Buchhorst (1801: Neu-Buchhorst, Erbzinskolonie). Wohnplatz der Stadt Erkner. 1750 wurden hier drei Familien aus der Pfalz angesiedelt.[30]
- Neu Mönchwinkel (Neu Münchewinkel, Etablissement). Gemeindeteil im Ortsteil Mönchwinkel der Gemeinde Grünheide (Mark). 1783/84 wurde hier ein Vorwerk auf Amtsgebiet angelegt.[31]
- Rehfelde (1817: Dorf). Gemeinde Rehfelde. Das Dorf gehörte 1472 mit aller Gerechtigkeit zum Gut der von Krummensee und kam 1656 an Otto I. von Schwerin und seine Herrschaft Alt-Landsberg. Im selben Jahr konnte er auch noch die Rechte an vier Kossäten vom Amt Rüdersdorf erwerben. 1684 wurde das Dorf mit allen Rechten wieder an das Amt Rüdersdorf abgetreten.
- Rüdersdorf bei Berlin (1817: Dorf, Amt und Kolonie). Gemeinde Rüdersdorf bei Berlin. Das Dorf gehörte nachweislich set 1308 dem Kloster Zinna; wahrscheinlich gehörte es zur ursprünglichen Schenkung von 1230/47, oder wurde vom Kloster angelegt. Jedoch gehörten Bede und die Wagendienster nicht dazu. Diese Rechte konnte das Amt Rüdersdorf erst 1684 erwerben. Im Dorf befand sich der Amtssitz des Amtes Rüdersdorf.[32]
- Schmalenberg (1817: Vorwerk). Gemeindeteil im Ortsteil Grünheide (Mark) der (Groß-)Gemeinde Grünheide (Mark). 1783/84 wurde hier auf Amtsgebiet ein Vorwerk angelegt. Hinzu kam noch ein Büdnerhaus. 1824 wurde in der Nähe noch ein Forsthaus errichtet.[33]
- Schönschornstein (1817: Etablissement). Wohnplatz der Stadt Erkner. 1745 hatte der Unterförster zu Altbuchhorst hier eine Wiese. 1750 wohnten hier ein Büdner und ein Fischer. 1860 gab es zwei Wohnhäuser mit zwei Wirtschaftsgebäuden.[34]
- Sieverslake (1817: Büdneretablissement). Gemeindeteil im Ortsteil Spreeau der Gemeinde Grünheide (Mark). 1704 saß der Teerschweler Jürgen Noack in Sieverslake. 1769 wurde eine Kolonistenfamilie aus Pfalz-Zweibrücken hier angesetzt. Noch vor 1801 ging der Teerofen ein. Die Ansiedlung wuchs nicht, denn 1860 werden weiterhin nur zwei Häuser mit Wirtschaftsgebäuden angezeigt.[35]
- Störitzsee (1817: Krug). Wohnplatz im Ortsteil Spreeau der Gemeinde Grünheide (Mark). 1764 fragte der Teerschweler Stein von Sieverslake um die Erlaubnis hier einen Krug zu errichten. Der Krug gab vor 1840 auf, denn in diesem Jahr stand hier nur noch ein Forsthaus.[36]
- Storkowfort (1817: Storkowsche Pforte, Forsthaus und Büdneretablissement). 1652 gehörten dem Schulzen von Kienbaum zwei Morgen Wiese am Storkowschen Fort. 1745 war eine Unterförsterei eingerichtet worden, zu der 42 Morgen Dienstacker gehörten. 1749 wurde eine Kolonistenfamilie auf Pfalz-Zweibrücken hier angesiedelt. Außerdem wohnte hier noch ein Holzschläger. 1840 war die kleine Siedlung auf vier Wohnhäuser angewachsen.[37]
- Tasdorf (1817: Neue Mühle, Wassermühle, zu Tasdorf gehörig.). Es gab zwei Wassermühlen in Tasdorf. Die Neue Mühle lag nördlich des Stienitzsee und südöstlich von Eggersdorf. Das Dorf selber und die alte Mühle beim Dorf war in Adelsbesitz.[38]
- Tasdorf (1817: Am Stinitzsee, Haus). In Tasdorf aufgegangen (Am Stienitzsee 1–4). Das Urmesstischblatt 3548 Rüdersdorf verzeichnet hier ein Fischerhaus.
- Werder (1817: Dorf). Ortsteil der Gemeinde Rehfelde. Der Ort gehört zur ursprünglichen Schenkung von 1230/47 an das Kloster Zinna (oder der Ort wurde später auf Klostergebiet errichtet). Daneben gab es aber noch Adelsbesitz, auch Bede und Wagendienste waren in Adelsbesitz. 1656 erwarb Otto I. von Schwerin die Dienste und Abgaben von vier Kossäten in Werder zu seiner Herrschaft Alt-Landsberg. 1684 kamen diese Dienste und Abgaben an das Amt Rüdersdorf.[39]
- Woltersdorfer Schleuse (1817: Woltersdorfer Schleuse, Wassermühle und Schleuse). Die Mühle ist um 1708 entstanden. 1774 wurde dem Schleusenmeister Erbkam außerdem ein dreieckiges Grundstück in der Rüdersdorfer Heide in Erbpacht gegeben.
- Zinndorf (1817: Dorf). Der Ort liegt im Gebiet der Schenkung von 1230/47 an das Kloster Zinna. Sehr wahrscheinlich wurde der Ort nach dem Kloster benannt. Wenn nicht, schreibt das Brandenburgische Namenbuch, liegt eine Namenübertragung von Zinna (Landkreis Nordsachsen) oder von Dorf Zinna (heute Neuheim (Landkreis Teltow-Fläming)) vor.[40] Zinndorf gehörte nicht vollständig dem Kloster Zinna, sondern Bede und Wagendienste waren im Besitz von Adligen. 1684 wurden diese vom Amt Rüdersdorf erworben. 1526 erwarb auch das Gut Groß Glienicke Rechte über die Abgaben von 24 Personen in Zinndorf. Sie wurden 1590 vom Amt Spandau erworben. Erst nach 1704 kamen sie an das Amt Rüdersdorf.[41]

Von 1837 bis 1857 war das Amt Rüdersdorf mit dem Amt Alt-Landsberg vereinigt, wurde danach als Domänenpolizeiamt aber wieder verselbständigt. Mit der Kreisreform von 1872 wurden die landesherrlichen Ämter in der Provinz Brandenburg aufgelöst. Allerdings dauerte es meist noch einige Zeit bis zum endgültigen Abschluss dieser Behördenmaßnahme. So wurde das Domänenpolizeiamt Rüdersdorf erst zum 29. Mai 1874 aufgelöst.

## Amtleute
- 1768–1780 Ernst Adolph Christian Helm, Beamter[44][45]
- 1781 Bütow[46]
- 1798 Bütow, Oberamtmann[47]
- 1804 Bütow, Oberamtmann[48]
- 1818 Bütow, Beamter[49]
- 1818 Karl Ferdinand Krause[50]
- 1836 Preuss[51]
- 1858 Elste, Domänenrentmeister[52]
- 1865 Elste, Domänenrentmeister[53]